# Alfredo Letanú
Alfredo Raúl Letanú (Campana, Buenos Aires, 12 de agosto de 1952-Campana, 5 de febrero de 2025) fue un jugador de fútbol argentino, que jugó en el puesto de delantero.

## Biografía
Sus inicios en el fútbol fueron en los torneos intercolegiales que organizaba el Club Plaza Italia defendiendo los colores de la Escuela 16. Años más tarde debutó en Villa Dálmine, en el certamen de la Primera B Metropolitana en 1970.
Su primer partido en la Primera de Boca fue el 6 de agosto de 1972, cuando estaba por llegar a los veinte años. Boca enfrentó a Vélez en la Bombonera e igualaron cero a cero. Boca esa tarde formó con Sánchez; Suñé, Casares, Blanco y Marzolini; Peracca, Pachamé y Potente; Ponce, Curioni y Letanú, quien fuera reemplazado en el segundo tiempo por Palacios.
Veloz y con la característica de moverse por todo el frente de ataque, jugó en Boca hasta 1974, y convirtió 10 goles en 66 partidos, sin mucha continuidad en Primera.
En el torneo nacional de 1975 jugó para Gimnasia y Esgrima de Mendoza. El conjunto albinegro sumó 19 puntos en la zona "A" y quedó a dos del segundo, Estudiantes de La Plata, que se clasificó junto con River Plate para el octogonal final. Ese día Gimnasia de Mendoza visitó a Juventud Alianza de San Juan y perdió dos a uno ante 5 mil personas. El Lobo mendocino salió con Reggi; Mesa (reemplazado por Gutiérrez), Vergara, Vicino y Haack; Galeassi, Ibañez y Martín Rico; Oscar Palavecino (luego ingresó Velázquez), Letanú y Salguero. Los goles del local los marcaron Pereyra y González y Letanú para los mendocinos.
Del torneo nacional de 1975, fue a Chile a jugar por Unión Española, hasta 1976 desde donde lo trajo Carlos Bilardo para "su" Estudiantes junto con Hugo Ernesto Gottardi, cuyos pases pertenecían a Boca y Racing, respectivamente.
Letanú fue el goleador de Estudiantes con 9 tantos y los albirrojos quedaron a un punto de Banfield para clasificar a la siguiente etapa. "¡Lo digo yo, lo dices tú, es el maestro Letanú!", cantaron en ese tiempo los hinchas de Estudiantes. El 19 de septiembre, por la segunda fecha, debutó en el empate 1 a 1 ante Banfield en el estadio Florencio Sola. En aquel partido, el equipo se alineó con Pezzano; Pagnanini, Horacio Rodríguez, Tagliani y Frassoldati; Reguera, Pachamé y Carlos López; Gottardi, Santecchia y Letanú.
En el torneo nacional de futbol del año 1977 se consagró como el mayor artillero del campeonato argentino con 13 tantos.
En Estudiantes jugó hasta 1978 y marcó 38 goles. Pasaría luego por Racing, San Lorenzo y una vuelta a Boca en el 1980.
En el 1981 retornó a sus pagos para jugar por Villa Dálmine, en la torneo de la B, con el dolor del descenso en una definición por penales ante El Porvenir en cancha de Atlanta.
A Gimnasia de Mendoza, Letanú volvería en el torneo Nacional de 1982. En su regreso, marcaría el primer gol en la victoria 4 a 2 ante Talleres de Córdoba, en el estadio Chateau Carreras.
Tuvo un fugaz paso por España en el Cartagena, en el torneo de Segunda, entre septiembre de 1982 y enero de 1983, no exento de polémica respecto a su indisciplina y vida privada. Denunció públicamente que los intermediarios que lo trajeron al club le engañaron y se quedaron con casi todo el dinero que prometieron pagarle.
Posteriormente militó en Defensores de Cambaceres, en el ascenso argentino. En este club integró plantel junto con figuras de la talla de Osvaldo Potente, Carlos Zibecchi y Néstor Chirdo. Su retiro se produjo en el modesto Puerto Nuevo (en ese entonces denominado Puerto Italiano), de su ciudad natal, tras jugar solo un partido en la temporada de 1985.
Marcó 10 goles con el club Boca Juniors, 2 en Racing Club, 38 goles con Estudiantes de La Plata, 14 goles con el equipo de Gimnasia y Esgrima de Mendoza y 1 en San Lorenzo de Almagro. Jugó seis partidos de la Copa Libertadores con el club chileno Unión Española, anotando un gol. Disputó otros 15 partidos en la segunda división española con el club cartagenero, marcando cuatro goles. Finalmente, en Defensores de Cambaceres disputó apenas 16 encuentros y convirtió 2 tantos.
En total, este delantero que se movía casi a la perfección por el frente de ataque llegó a jugar 200 partidos y convirtió 70 goles.
Tras su retiro del fútbol profesional, continuó vinculado al deporte, encabezando distintos proyectos deportivos. Se desempeñó como director técnico y ocupó un rol en el área de Deportes del Municipio de Campana.

## Clubes
| Club                          | País      | Año       |
| ----------------------------- | --------- | --------- |
| Villa Dálmine                 | Argentina | 1971      |
| Boca Juniors                  | Argentina | 1972-1975 |
| Gimnasia y Esgrima de Mendoza | Argentina | 1975      |
| Unión Española                | Chile     | 1975-1976 |
| Estudiantes de La Plata       | Argentina | 1976-1978 |
| Racing Club                   | Argentina | 1978      |
| San Lorenzo                   | Argentina | 1979      |
| Boca Juniors                  | Argentina | 1980      |
| Villa Dálmine                 | Argentina | 1981      |
| Gimnasia y Esgrima de Mendoza | Argentina | 1982      |
| Cartagena                     | España    | 1982-1983 |
| Club Defensores de Cambaceres | Argentina | 1983      |
| Puerto Nuevo                  | Argentina | 1985      |

## Palmarés

#### Distinciones individuales
| Escudo                  | Equipo                  | Distinción                                   | Goles |
| ----------------------- | ----------------------- | -------------------------------------------- | ----- |
| Estudiantes de La Plata | Estudiantes de La Plata | Máximo goleador del Campeonato Nacional 1977 | 13    |

## Estadísticas
- Ficha de Alfredo Letanú en BDFA

- Datos: Q47217508